# Hyalinobatrachinae
A Hyalinobatrachinae a kétéltűek (Amphibia) osztályába, a békák (Anura) rendjébe és az üvegbékafélék (Centrolenidae) családjába tartozó alcsalád.

## Elterjedése
Az alcsaládba tartozó két nem Közép-Amerikában és Dél-Amerikában honos.

## Rendszerezésük
Az alcsaládba tartozó nemek:
- Celsiella Guayasamin, Castroviejo-Fisher, Trueb, Ayarzagüena, Rada, & Vilà, 2009
- Hyalinobatrachium Ruiz-Carranza & Lynch, 1991